# Władysław Leon Sapieha

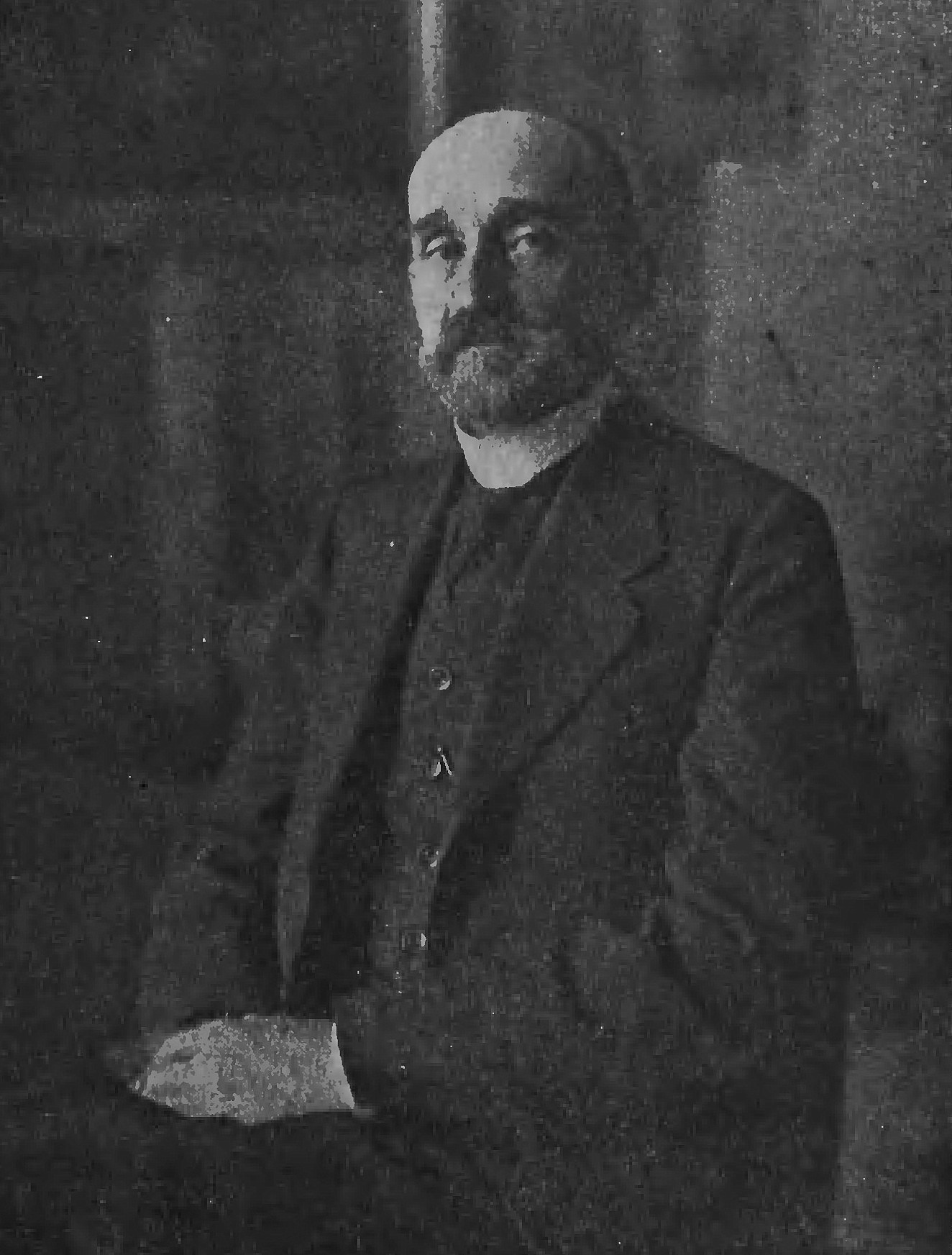
Władysław Leon Sapieha

Władysław Leon Adam Feliks Sapieha (Krasiczyn 30 mei 1853 – Lemberg 29 april 1920) was een Pools edelman en de betovergrootvader van koningin Mathilde.
Władysław Leon Sapieha werd geboren in het Kasteel van Krasiczyn. Hij was de oudste zoon van prins Adam Stanisław Sapieha, politicus en grootgrondbezitter. Een van zijn broers was prins en kardinaal Saphieha, die in Polen bekend is als mentor van paus Johannes Paulus II. Władysław studeerde aan de universiteit van Heidelberg. In zijn politieke carrière was hij gedeputeerde van het Poolse parlement.

## Huwelijk en afstamming

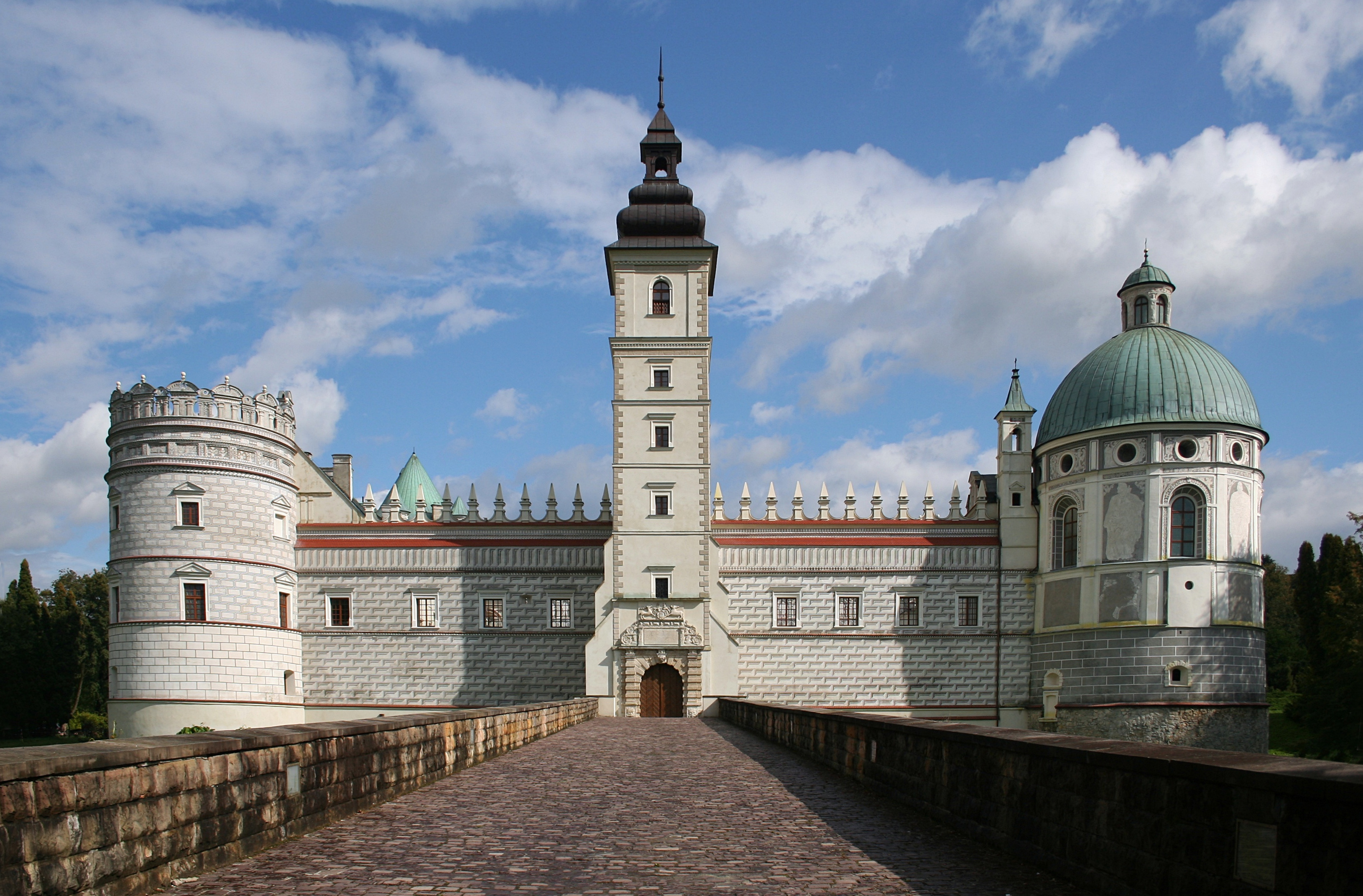
Het kasteel van Krasiczyn, residentie van de prinsen Sapieha

Hij huwde met de Poolse gravin Elizabeth Konstancja Potulicka. Zij was een kleindochter van graaf Konstant Zamoyski, keizerlijk kamerheer in Rusland. Samen hadden ze tien kinderen.
- Prins Kazimier Leon Sapieha (1882–1906)
- Prins Leon Aleksander Sapieha (1883–1944)
- Prins Józef Adam Sapieha (1887–1940), kardinaal en aartsbisschop van Krakau.
- Prins Aleksander Józefat Sapieha (1888–1980) gehuwd met gravin Maria Annunciata von Oppersdorff
- Prins Adam Zygmunt Sapieha, gehuwd met gravin Teresia Sobańska, de overgrootouders van koningin Mathilde.
- Prins Władysław Sapieha (1893–1956) - gehuwd met barones Ida Bornemisza de Kászon.
- Prins Andrzej Józef Sapieha (1894–1944)
- Prins Stanisław Sapieha (1896–1919)
- Prinses Anna Sapieha (1901–1965)
- Prinses Teresa Sapieha (1905–1995) - gehuwd met prins Bogdan Marian Drucki-Lubecki